# قلعه مدرسه (بهبهان)

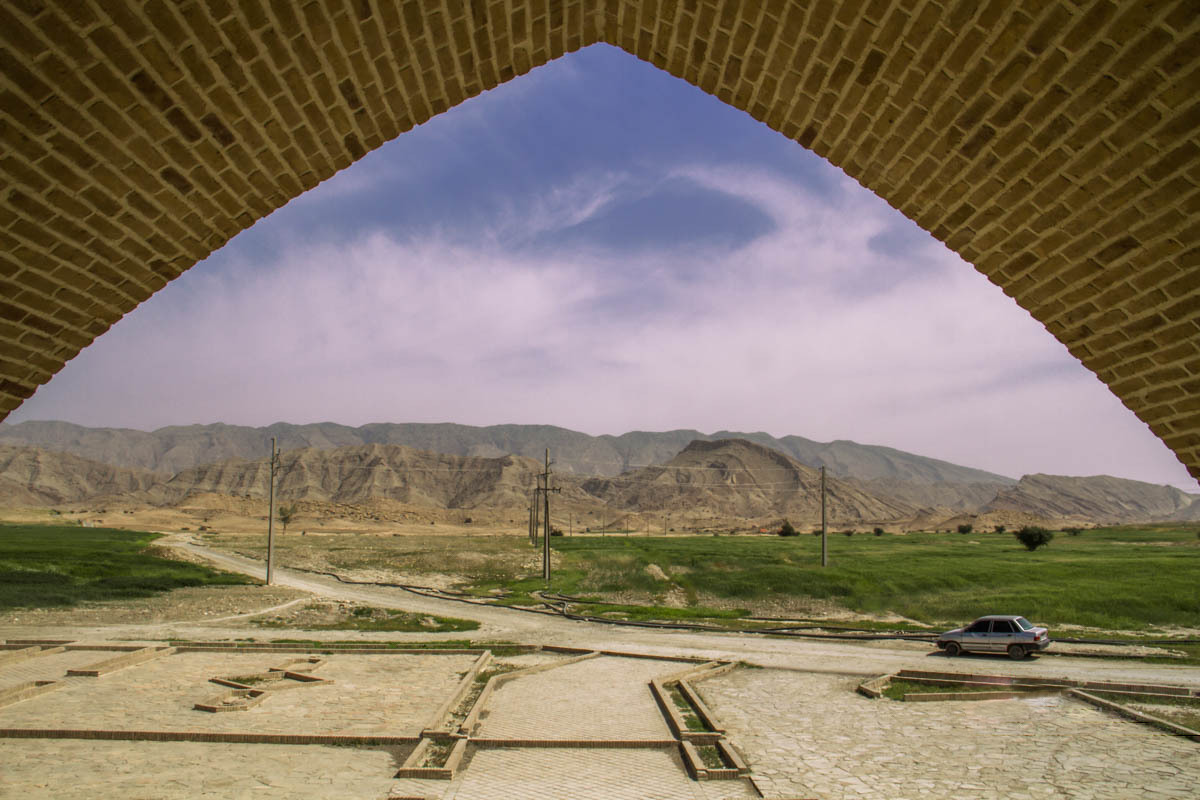
مدرسه خیراباد 2017

قلعه مدر سه (بهبهان)، روستایی از توابع بخش مرکزی شهرستان بهبهان در استان خوزستان ایران است.

## جمعیت
این روستا در دهستان حومه قرار دارد و براساس سرشماری مرکز آمار ایران در سال ۱۳۸۵، جمعیت آن ۲۰۱ نفر (۴۵خانوار) بوده‌است.